# De Maeght van Gottem
De Maeght van Gottem is een Belgisch bier. Het wordt gebrouwen door Huisbrouwerij Sint Canarus te Gottem, een deelgemeente van de stad Deinze.

## Achtergrond
Het eerste etiket was gewoon wit met een tekst erop. In 2011 werd een nieuw etiket gekozen. Voor het ontwerp van het etiket werd een wedstrijd uitgeschreven. Begin 2011 werd deze gewonnen door Bart Simoens van het bedrijf “Seamoose”. Op het etiket staat een maagdelijk figuur in een groen kleed van hop. De oorspronkelijke naam was gewoon “Maeght van Gottem”, maar met het nieuwe etiket kwam er “De” voor.
Aanvankelijk had het bier een alcoholpercentage van 7%, maar dit werd later iets verlaagd.

## Het bier
De Maeght van Gottem is een blond bier van hoge gisting en met een alcoholpercentage van 6,5%. Uniek is dat in ieder bierflesje een hopbelletje uit Vlamertinge wordt toegevoegd, wat leidt tot dry hopping in de fles. Hierdoor ontstaat een grotere bitterheid. Bij het openen van het flesje moet men zeer voorzichtig tewerk gaan omdat het schuim zeer snel uit het flesje loopt door de aanwezige hopbel.

## Etiketbier
De Maeght van Gottem is het moederbier van het etiketbier Dogabier. Dogabier is een zogenaamd “harmoniebier”, gebrouwen in opdracht van een harmonieorkest: Koninklijke Harmonie De Oude Garde Aalst – vandaar de afkorting “Doga”. Het is in Aalst verkrijgbaar in enkele zaken.